# Canto dei Carnesecchi
Il Canto dei Carnesecchi si trovava a Firenze ed era formato dal quadrivio composto da via Rondinelli, via Cerretani, via Panzani, via dei Banchi. Letteralmente canto significa "angolo", cioè incrocio in questo caso.
Nel XVI secolo il quadrivio si chiamava così perché qui si trovavano le case di questa famiglia. Nel quadrivio venne collocato, nel 1599, il gruppo di Ercole e il centauro Nesso del Giambologna, spostato poi poco prima della metà dell'Ottocento nell'attuale collocazione di piazza della Signoria, sotto la loggia dei Lanzi. La decorazione di questo angolo di Firenze si deve al fatto che si trattava del percorso attraversato dai rondò delle carrozze, che provenivano dalla residenza granducale di palazzo Pitti e che poi tramite via Maggio, il ponte Santa Trinita, via de' Tornabuoni e via de' Rondinelli arrivavano a via de' Cerretani per dirigersi verso il Duomo.
Da questo angolo prendeva nome il palazzo delle Cento Finestre, già detto del Centauro.
Nel canto ai Carnesecchi era collocato il tabernacolo opera di Domenico Veneziano, ora alla National Gallery di Londra, che viene datato 1440-1444 e che viene attribuito alla committenza di Bernardo Carnesecchi.
In questa zona si riuniva la Compagnia di San Giuseppe dei Legnaiuoli.